# Чернцово
Чернцо́во (рос. Чернцово) — присілок у складі Нікольського району Вологодської області, Росія. Входить до складу Аргуновського сільського поселення.

## Населення
Населення — 90 осіб (2010; 138 у 2002).
Національний склад (станом на 2002 рік):
- росіяни — 100 %